# Rock the Boat (canción de The Hues Corporation)
«Rock the Boat» es una canción del trío estadounidense The Hues Corporation, escrita por Wally Holmes. «Rock the Boat» apareció por primera vez en su álbum de estudio debut de 1973 Freedom for the Stallion. Fue lanzado como el tercer sencillo del álbum a principios de 1974, tras la canción principal del álbum que había alcanzado su punto máximo en el número sesenta y tres en el Hot 100, y 'Miracle Maker (Sweet Soul Shaker)', que no apareció en las listas de éxitos. 
Inicialmente, «Rock the Boat» apareció como si también fracasara, ya que pasaron los meses sin ninguna transmisión de radio o actividad de ventas. No fue hasta que la canción se convirtió en una canción disco favorita en Nueva York que la radio Top 40 finalmente retomó la canción, lo que llevó el récord para finalmente ingresar al Hot 100 y subir la lista al número uno la semana del 6 de julio de 1974, solo en su séptima semana en la lista (y la cuarta semana en el Top 40). La canción también alcanzó la lista de las diez más populares en el Reino Unido. «Rock the Boat» es considerada una de las primeras canciones disco. Algunas autoridades proclaman que es la primera canción disco en alcanzar el número uno en la lista Billboard Hot 100, mientras que otras le dan esa distinción a «Love's Theme» de The Love Unlimited Orchestra, un top-chart de principios de 1974. La canción se convirtió en un disco de oro. 

## Composición
La canción presenta una voz principal de Fleming Williams, quien dejó The Hues Corporation poco después de que se grabó la canción. Según el libro de la cartelera de éxitos número uno por Fred Bronson, el miembro femenino solitario del grupo, H. Ann Kelley, originalmente había sido vinculado a cantar el plomo, pero esta idea fue desechada por temor a que los grupos con cantantes femeninas fueron menos comercialmente viable. El bajista en la sesión fue Wilton Felder, no James Jamerson como se informó anteriormente. Al productor John Florez no le gustó la letra de «Rock the Boat», llamándolos "trillado", y originalmente se hizo un lado B. Después de una fascinante respuesta de los clubes de baile de la ciudad de Nueva York, Florez remezcló la canción y se volvió a lanzar rápidamente, convirtiéndose en un éxito. 
St. Clair Lee, miembro de The Hues Corporation, afirma: "Era una canción en la que podías hacer cualquier cosa". Podrías acurrucarte o volverte loco si quisieras. Era una canción de amor sin ser una canción de amor. Pero fue un éxito disco y sucedió debido a las discotecas ".
La canción presenta un cambio en el medidor durante el pre-coro "Hemos estado navegando con un cargamento lleno de amor y devoción" donde son las 7/4 para una medida mientras que el resto de la canción es en tiempo común. El baile 'Rock the Boat' también es un favorito en bodas y fiestas de cumpleaños e involucra a muchas personas sentadas en una fila y 'remando' un bote al ritmo de la canción. 

## Samplesy versiones
«Rock the Boat» ha sido versionada en 1982 por el cantante Forrest Thomas. Su versión también se ubicó en el top 5 del Reino Unido (número 4) y en el top 10 de la lista American Dance / Disco. Jacob Miller y the Inner Circle hicieron una versión reggae de la canción en 1974. 
El grupo de chicas británico Delage versionó la canción en 1990. Alcanzó el puesto número 63 en las listas del Reino Unido. 
Hay una referencia al bridge distintivo de la canción hecho por Jurassic 5 en " Concrete Schoolyard ". 
Richard Finch de KC and the Sunshine Band ha dicho que «Rock the Boat» desempeñó un papel parcial en la inspiración del éxito " Rock Your Baby ". La canción también apareció en la película de 1990 The Spirit of '76, la película de 1993 Carlito's Way, la película de 1996 The Cable Guy, la película de 1999 Man on the Moon, la serie de HBO The Sopranos (Temporada 2, episodio 5, Big Girls Don't Cry) y (interpretado por Seth MacFarlane como Glenn Quagmire, Patrick Warburton como Joe Swanson y Mike Henry como Cleveland Brown ) el episodio de Family Guy " A Very Special Family Guy Freakin 'Christmas ". La canción apareció en la película de 1997 The Devil's Own con Harrison Ford y Brad Pitt, y un breve extracto del estribillo ("Love is a ship on the ocean..") en la película de 2015 The Martian dirigida por Ridley Scott y protagonizada por Matt Damon En Derry Girls, «Rock the Boat» se juega durante un episodio que tiene lugar en una boda. 
En 2000, «Rock the Boat» fue versionada por Gemmy Industries, los creadores de Big Mouth Billy Bass y utilizado en los artículos de novedad Travis the Singing Trout, Rocky the Singing Lobster y Lucky the Singing Lobster. 
Uno de los alcances más lejanos que ha logrado «Rock the Boat» ha sido en la serie australiana Playschool en un tema del programa sobre el agua.

## Listas de éxitos
| Lista (1974)                         | Posición más alta |
| ------------------------------------ | ----------------- |
| Australia (Kent Music Report)        | 18                |
| Canada Top Singles (RPM)             | 1                 |
| Canada Adult Contemporary (RPM)      | 1                 |
| Netherlands (Single Top 100)         | 4                 |
| New Zealand (Listener)               | 8                 |
| South Africa (Springbok)             | 5                 |
| Reino Unido (UK Singles Chart)       | 6                 |
| Estados Unidos (Billboard Hot 100)   | 1                 |
| US Hot R&B/Hip-Hop Songs (Billboard) | 2                 |
| US Dance Club Songs (Billboard)      | 5                 |
| US Billboard Adult Contemporary      | 12                |
| US Cash Box Top 100                  | 1                 |

| Lista (1974)             | Posición |
| ------------------------ | -------- |
| Canada Top Singles (RPM) | 9        |
| Netherlands              | 22       |
| US Billboard Hot 100     | 43       |
| US Cash Box Top 100      | 27       |